# Denis Froidevaux
Denis Froidevaux (* im Kanton Waadt) ist ein Schweizer Politiker, Polizist und Milizoffizier (Brigadier).

## Leben
Froidevaux studierte Forstingenieurwesen an der ETS Lausanne (Fachhochschule Westschweiz) und ist ausgebildeter Polizist. Er war ab 1996 Kommandant der Stadtpolizei Montreux und diplomierte sich berufsbegleitend als Kriminologe an der Hochschulinstitut für öffentliche Verwaltung (Master of Public Administration, 2000). Er ist seit 2008 Generalsekretär des  Sicherheitsdepartements des Kantons Waadt und Stabschef des Kantonalen Führungsstabs.
Froidevaux war als Offizier Chef des Inspektorats für Militärische Sicherheit beim Heeresstab und Kommandant der Gebirgsinfanterie Brigade 10. Von 1998 bis 2002 war er Präsident der Société des Officiers Vevey-Montreux, danach Präsident der Offiziersgesellschaft des Kantons Waadt. Von 2006 bis 2012 war er Vizepräsident danach bis 2016 Präsident der Schweizerischen Offiziersgesellschaft (SOG).